# Grădina, Constanța
Grădina este satul de reședință al comunei cu același nume din județul Constanța, Dobrogea, România. La recensământul din 2002 avea o populație de 843 locuitori. În trecut s-a numit Toxof/ Tocsof/ Toxoff (în turcă Dokuzsofu).